# Кролик Петрик: Втеча до міста
«Кролик Петрик: Втеча до міста» (англ. Peter Rabbit 2: The Runaway) — американський анімаційно-ігровий фільм режисера Вілла Глюка, який разом із Патріком Берлі постав у ролі сценариста. Стрічка заснована на історіях про Кролика Петрика авторства Беатрікс Поттер та є продовженням фільму «Кролик Петрик» 2018 року.
У прокат в США вийшов 14 квітня 2021 року, в Україні — 13 квітня того ж року.

## Сюжет
Поки Томас Макгрегор і Беа проводять медовий місяць, Петрик тікає з дому. Там Петрик знайомиться з кроликом, який дружив з батьком. Потім він опиняється втягнутим в інше життя, про яке він ніколи навіть не знав.

## У ролях
- Доналл Глісон — Томас Макгрегор
- Роуз Бірн — Беа
- Девід Оєлово — Найджел Безіл Джонс

### Ролі озвучували
- Джеймс Корден — кролик Петрик
- Марго Роббі — Ляпа
- Колін Муді — Бенджамін Банні
- Еймі Хорн — Піксі
- Ленні Джеймс — Барабаш
- Сія — пані Гороїжицька
- Руперт Дега — Самуель Віскіс
- Сем Нілл — Томмі Брок
- Крістіан Газал — Фелікс Дір
- Деймон Герріман — котик Тимко
- Гейлі Етвел — кішечка Лапочка
- Руперт Дегас — Самійло Вусань
- Юен Леслі — Свиня

## Український дубляж
Ролі дублювали:
- Катерина Сергеєва — Беа
- Дмитро Сова — Томас Макгрегор
- Євген Кошовий — кролик Петрик[4]
- Катерина Брайковська — Ляпа
- Антоніна Хижняк — Піксі
- Михайло Кришталь — Барабаш
- Ірма Вітовська — пані Гороїжицька, їжачиха[4]
- Євген Клопотенко — котик Тимко[4]
- Сабіна Мусіна — кішечка Лапочка[4]
- Олександр Ярема — Самійло Вусань
- Олександр Погребняк — Свиня
- Володимир Ніколаєнко — Свиня Робінзон

Фільм дубльовано студією «Le Doyen» на замовлення компанії «B&H Film Distribution» у 2021 році.

## Виробництво
У травні 2018 року було оголошено, що Sony Pictures розпочала розробку продовження фільму 2018 року Пітер Кролик . У лютому 2019 року було оголошено, що Девід Оєлово приєднався до складу фільму, і Роуз Берн та Домнхолл Глісон репрезентували свої ролі з першої частини. Елізабет Дебікі, Марго Роббі та Дейзі Рідлі були підтверджені, щоб повторити свої ролі у жовтні 2019 року.

### Зйомки
Зйомки розпочалися в лютому 2019 року.

## Випуск
Фільм у широкий прокат вийшов 14 травня 2021 року у США. Раніше його планували випустити 7 лютого 2020 року.

## Виноски
1. ↑  Також відомий як «Кролик Петрик 2»[2][3]